# Гёттингенская рукопись
Гёттингенская рукопись — трактат на латинском языке, который был написан неизвестным автором (по-видимому, французского происхождения). Дата создания рукописи оценивается различными исследователями либо 1500—1505 годами, либо 1471 годом и показывает окончательный переход от игры шатрандж к современным шахматам.
Хранится в библиотеке Гёттингенского университета (Германия; отсюда название). Рукопись из 33 страниц содержит описание 12 дебютов и 30 шахматных задач с решениями. В трактате считается первой попыткой систематизации дебютов по первому ходу — 1.е4, d4, f4 и с4. В отличие от руководства Л. Лусены, где ещё упоминались правила шатранджа, Гёттингенская рукопись целиком написана на основе современных правил игры.

[Рукопись] написана по латыни, но по различным признакам можно установить, что она южно-французского происхождения. В рукописи всего 33 листа, из которых первые 15 заняты дебютами, а на других 15 даны 30 задач с решениями их. Наиболее важная часть книги, это — дебюты, которые разделены на 4 атакующих и 3 защитных. Но партии не закончены, хотя некоторые из них доведены иногда до 23-го, или даже 33-го хода, при чем видно, что автор — игрок незаурядной силы. Им впервые предпринята попытка составить систематическое руководство, ибо дебюты разделены на четыре группы по первому ходу: 1.е2-е4, 1.d2-d4, 1.f2-f4, 1.c2-c4. Здесь также намечены современные дебюты: giuoco piano, испанская и русская партии, защита Филидора, дебют Понциани, гамбит Дамиано, дебют слона и даже принятый ферзевый гамбит. Но королевский гамбит еще отсутствует, что объясняется тем, что для поддержания атаки в нем требуется рокировка, которая тогда не была еще введена. Местами, автором применяется «королевский прыжок», в довольно свободной форме. В пяти случаях король, после предварительного хода ладьей на f1, прыгает на g1, что является прототипом нашей рокировки; но в других случаях король прыгает с e1 на g2 или с e8 на c7, а иногда ладья вовсе не перемещается. Задачи, по большей части, снабжены, как у Лусены, «заранее поставленными условиями»; этот вид задач был в то время излюбленным. Немногочисленные задачи без «условий» не представляют никакой ценности.— Л. Бахман. Шахматная игра в её историческом развитии / перевод с немецкого А. А. Смирнова. — Л.: Academia, 1925. — С. 24—25. — 175 с.

## Пример задачи
|   | a | b | c | d | e | f | g | h |   |
| - | --- | --- | --- | --- | --- | --- | --- | --- | - |
| 8 | d6 чёрный король · h6 чёрная пешка · b5 белый ферзь · f5 белая пешка · h5 белый конь · c4 белая пешка · b3 белый конь | d6 чёрный король · h6 чёрная пешка · b5 белый ферзь · f5 белая пешка · h5 белый конь · c4 белая пешка · b3 белый конь | d6 чёрный король · h6 чёрная пешка · b5 белый ферзь · f5 белая пешка · h5 белый конь · c4 белая пешка · b3 белый конь | d6 чёрный король · h6 чёрная пешка · b5 белый ферзь · f5 белая пешка · h5 белый конь · c4 белая пешка · b3 белый конь | d6 чёрный король · h6 чёрная пешка · b5 белый ферзь · f5 белая пешка · h5 белый конь · c4 белая пешка · b3 белый конь | d6 чёрный король · h6 чёрная пешка · b5 белый ферзь · f5 белая пешка · h5 белый конь · c4 белая пешка · b3 белый конь | d6 чёрный король · h6 чёрная пешка · b5 белый ферзь · f5 белая пешка · h5 белый конь · c4 белая пешка · b3 белый конь | d6 чёрный король · h6 чёрная пешка · b5 белый ферзь · f5 белая пешка · h5 белый конь · c4 белая пешка · b3 белый конь | 8 |
| 7 | d6 чёрный король · h6 чёрная пешка · b5 белый ферзь · f5 белая пешка · h5 белый конь · c4 белая пешка · b3 белый конь | d6 чёрный король · h6 чёрная пешка · b5 белый ферзь · f5 белая пешка · h5 белый конь · c4 белая пешка · b3 белый конь | d6 чёрный король · h6 чёрная пешка · b5 белый ферзь · f5 белая пешка · h5 белый конь · c4 белая пешка · b3 белый конь | d6 чёрный король · h6 чёрная пешка · b5 белый ферзь · f5 белая пешка · h5 белый конь · c4 белая пешка · b3 белый конь | d6 чёрный король · h6 чёрная пешка · b5 белый ферзь · f5 белая пешка · h5 белый конь · c4 белая пешка · b3 белый конь | d6 чёрный король · h6 чёрная пешка · b5 белый ферзь · f5 белая пешка · h5 белый конь · c4 белая пешка · b3 белый конь | d6 чёрный король · h6 чёрная пешка · b5 белый ферзь · f5 белая пешка · h5 белый конь · c4 белая пешка · b3 белый конь | d6 чёрный король · h6 чёрная пешка · b5 белый ферзь · f5 белая пешка · h5 белый конь · c4 белая пешка · b3 белый конь | 7 |
| 6 | d6 чёрный король · h6 чёрная пешка · b5 белый ферзь · f5 белая пешка · h5 белый конь · c4 белая пешка · b3 белый конь | d6 чёрный король · h6 чёрная пешка · b5 белый ферзь · f5 белая пешка · h5 белый конь · c4 белая пешка · b3 белый конь | d6 чёрный король · h6 чёрная пешка · b5 белый ферзь · f5 белая пешка · h5 белый конь · c4 белая пешка · b3 белый конь | d6 чёрный король · h6 чёрная пешка · b5 белый ферзь · f5 белая пешка · h5 белый конь · c4 белая пешка · b3 белый конь | d6 чёрный король · h6 чёрная пешка · b5 белый ферзь · f5 белая пешка · h5 белый конь · c4 белая пешка · b3 белый конь | d6 чёрный король · h6 чёрная пешка · b5 белый ферзь · f5 белая пешка · h5 белый конь · c4 белая пешка · b3 белый конь | d6 чёрный король · h6 чёрная пешка · b5 белый ферзь · f5 белая пешка · h5 белый конь · c4 белая пешка · b3 белый конь | d6 чёрный король · h6 чёрная пешка · b5 белый ферзь · f5 белая пешка · h5 белый конь · c4 белая пешка · b3 белый конь | 6 |
| 5 | d6 чёрный король · h6 чёрная пешка · b5 белый ферзь · f5 белая пешка · h5 белый конь · c4 белая пешка · b3 белый конь | d6 чёрный король · h6 чёрная пешка · b5 белый ферзь · f5 белая пешка · h5 белый конь · c4 белая пешка · b3 белый конь | d6 чёрный король · h6 чёрная пешка · b5 белый ферзь · f5 белая пешка · h5 белый конь · c4 белая пешка · b3 белый конь | d6 чёрный король · h6 чёрная пешка · b5 белый ферзь · f5 белая пешка · h5 белый конь · c4 белая пешка · b3 белый конь | d6 чёрный король · h6 чёрная пешка · b5 белый ферзь · f5 белая пешка · h5 белый конь · c4 белая пешка · b3 белый конь | d6 чёрный король · h6 чёрная пешка · b5 белый ферзь · f5 белая пешка · h5 белый конь · c4 белая пешка · b3 белый конь | d6 чёрный король · h6 чёрная пешка · b5 белый ферзь · f5 белая пешка · h5 белый конь · c4 белая пешка · b3 белый конь | d6 чёрный король · h6 чёрная пешка · b5 белый ферзь · f5 белая пешка · h5 белый конь · c4 белая пешка · b3 белый конь | 5 |
| 4 | d6 чёрный король · h6 чёрная пешка · b5 белый ферзь · f5 белая пешка · h5 белый конь · c4 белая пешка · b3 белый конь | d6 чёрный король · h6 чёрная пешка · b5 белый ферзь · f5 белая пешка · h5 белый конь · c4 белая пешка · b3 белый конь | d6 чёрный король · h6 чёрная пешка · b5 белый ферзь · f5 белая пешка · h5 белый конь · c4 белая пешка · b3 белый конь | d6 чёрный король · h6 чёрная пешка · b5 белый ферзь · f5 белая пешка · h5 белый конь · c4 белая пешка · b3 белый конь | d6 чёрный король · h6 чёрная пешка · b5 белый ферзь · f5 белая пешка · h5 белый конь · c4 белая пешка · b3 белый конь | d6 чёрный король · h6 чёрная пешка · b5 белый ферзь · f5 белая пешка · h5 белый конь · c4 белая пешка · b3 белый конь | d6 чёрный король · h6 чёрная пешка · b5 белый ферзь · f5 белая пешка · h5 белый конь · c4 белая пешка · b3 белый конь | d6 чёрный король · h6 чёрная пешка · b5 белый ферзь · f5 белая пешка · h5 белый конь · c4 белая пешка · b3 белый конь | 4 |
| 3 | d6 чёрный король · h6 чёрная пешка · b5 белый ферзь · f5 белая пешка · h5 белый конь · c4 белая пешка · b3 белый конь | d6 чёрный король · h6 чёрная пешка · b5 белый ферзь · f5 белая пешка · h5 белый конь · c4 белая пешка · b3 белый конь | d6 чёрный король · h6 чёрная пешка · b5 белый ферзь · f5 белая пешка · h5 белый конь · c4 белая пешка · b3 белый конь | d6 чёрный король · h6 чёрная пешка · b5 белый ферзь · f5 белая пешка · h5 белый конь · c4 белая пешка · b3 белый конь | d6 чёрный король · h6 чёрная пешка · b5 белый ферзь · f5 белая пешка · h5 белый конь · c4 белая пешка · b3 белый конь | d6 чёрный король · h6 чёрная пешка · b5 белый ферзь · f5 белая пешка · h5 белый конь · c4 белая пешка · b3 белый конь | d6 чёрный король · h6 чёрная пешка · b5 белый ферзь · f5 белая пешка · h5 белый конь · c4 белая пешка · b3 белый конь | d6 чёрный король · h6 чёрная пешка · b5 белый ферзь · f5 белая пешка · h5 белый конь · c4 белая пешка · b3 белый конь | 3 |
| 2 | d6 чёрный король · h6 чёрная пешка · b5 белый ферзь · f5 белая пешка · h5 белый конь · c4 белая пешка · b3 белый конь | d6 чёрный король · h6 чёрная пешка · b5 белый ферзь · f5 белая пешка · h5 белый конь · c4 белая пешка · b3 белый конь | d6 чёрный король · h6 чёрная пешка · b5 белый ферзь · f5 белая пешка · h5 белый конь · c4 белая пешка · b3 белый конь | d6 чёрный король · h6 чёрная пешка · b5 белый ферзь · f5 белая пешка · h5 белый конь · c4 белая пешка · b3 белый конь | d6 чёрный король · h6 чёрная пешка · b5 белый ферзь · f5 белая пешка · h5 белый конь · c4 белая пешка · b3 белый конь | d6 чёрный король · h6 чёрная пешка · b5 белый ферзь · f5 белая пешка · h5 белый конь · c4 белая пешка · b3 белый конь | d6 чёрный король · h6 чёрная пешка · b5 белый ферзь · f5 белая пешка · h5 белый конь · c4 белая пешка · b3 белый конь | d6 чёрный король · h6 чёрная пешка · b5 белый ферзь · f5 белая пешка · h5 белый конь · c4 белая пешка · b3 белый конь | 2 |
| 1 | d6 чёрный король · h6 чёрная пешка · b5 белый ферзь · f5 белая пешка · h5 белый конь · c4 белая пешка · b3 белый конь | d6 чёрный король · h6 чёрная пешка · b5 белый ферзь · f5 белая пешка · h5 белый конь · c4 белая пешка · b3 белый конь | d6 чёрный король · h6 чёрная пешка · b5 белый ферзь · f5 белая пешка · h5 белый конь · c4 белая пешка · b3 белый конь | d6 чёрный король · h6 чёрная пешка · b5 белый ферзь · f5 белая пешка · h5 белый конь · c4 белая пешка · b3 белый конь | d6 чёрный король · h6 чёрная пешка · b5 белый ферзь · f5 белая пешка · h5 белый конь · c4 белая пешка · b3 белый конь | d6 чёрный король · h6 чёрная пешка · b5 белый ферзь · f5 белая пешка · h5 белый конь · c4 белая пешка · b3 белый конь | d6 чёрный король · h6 чёрная пешка · b5 белый ферзь · f5 белая пешка · h5 белый конь · c4 белая пешка · b3 белый конь | d6 чёрный король · h6 чёрная пешка · b5 белый ферзь · f5 белая пешка · h5 белый конь · c4 белая пешка · b3 белый конь | 1 |
|   | a | b | c | d | e | f | g | h |   |